# Крадец (филм, 1997)
Крадец (на руски: Вор) е руски драматичен филм от 1997 г. по сценарий и режисура на Павел Чухрай. В главните роли участват артистите Владимир Машков, Екатерина Редникова и Миша Филипчук. Лентата е носител на редица награди, в това число от филмовия фестивал във Венеция, Балтийският филмов фестивал, награди Ника и други. Номинирана е за Оскар и Златен глобус за Най-добър чуждоезичен филм.

## В ролите
- -Владимир Машков
- -Екатерина Редникова
- -Миша Филипчук
- -Дима Чигарьов
- -Юрий Беляев
- -Амалия Мордвинова
- -Лидия Савченко
- -Анатолий Кощеев
- -Аня Щукатурова
- -Ервант Арзуманян
- -Наталия Позднякова
- -Олга Пашкова